# Chiết xuất saw palmetto
Chiết xuất saw palmetto là một chiết xuất từ trái cây của Serenoa repens. Nó được bán trên thị trường như là một phương pháp điều trị tăng sản tuyến tiền liệt lành tính (BPH), nhưng các đánh giá về các thử nghiệm lâm sàng, bao gồm cả những nghiên cứu được thực hiện bởi Trung tâm Y học Bổ sung và Thay thế Quốc gia, cho thấy mục đích này không hiệu quả.

## Y khoa

### Y học lịch sử và dân gian
Saw palmetto được sử dụng trong một số dạng của thảo dược truyền thống. Người Ấn Độ Mỹ đã sử dụng trái cây làm thực phẩm và để điều trị một loạt các vấn đề về tiết niệu và hệ thống sinh sản. Các người Maya đã uống nó như một loại thuốc bổ, và Seminoles sử dụng các loại quả mọng như một long đờm và khử trùng.

### Nghiên cứu
Mặc dù chiết xuất palmetto đã được tuyên bố là một phương thuốc thảo dược cho tăng sản tuyến tiền liệt lành tính (BPH), nhưng nó là một điều trị không hiệu quả. Tuy nhiên, các nghiên cứu của Cochrane đã sử dụng các chiết xuất khác nhau. Điều này cho thấy rằng việc thiếu một hiệu ứng được tìm thấy trong tổng quan Cochrane gần đây nhất là do sự khác biệt trong chiết xuất cây cọ được sử dụng. Permixon đã được sử dụng trong một nghiên cứu năm 2016. Các nghiên cứu mô hình in vitro và động vật hạn chế đã điều tra tiềm năng sử dụng trong điều trị ung thư. Tuy nhiên, theo Hiệp hội Ung thư Hoa Kỳ, "các nghiên cứu khoa học có sẵn không hỗ trợ cho tuyên bố rằng cây cọ có thể ngăn ngừa hoặc điều trị ung thư tuyến tiền liệt ở người".
Beta-sitosterol, một chất hóa học có trong chiết xuất cây cọ, tương tự về mặt hóa học với cholesterol. Trong một thử nghiệm, nồng độ sitosterol huyết thanh cao tương quan với tăng nguy cơ đau tim. Tuy nhiên, một phân tích tổng hợp của 17 thử nghiệm cho thấy không có mối liên hệ nào giữa tình trạng sitosterol huyết thanh và bệnh tim mạch.

## Thận trọng và chống chỉ định

### Trẻ em
Việc sử dụng chiết xuất cây cọ không được khuyến cáo ở trẻ dưới 12 tuổi vì nó có thể ảnh hưởng đến quá trình chuyển hóa hormone androgen và estrogen.

### Mang thai và cho con bú
Chiết xuất Saw palmetto không nên được sử dụng trong khi mang thai. Tác dụng của chiết xuất palmetto đối với chuyển hóa androgen và estrogen có thể làm giảm khả năng phát triển bộ phận sinh dục của thai nhi. Chiết xuất Saw palmetto cũng nên tránh trong thời gian cho con bú do thiếu thông tin có sẵn.

### Phẫu thuật và nguy cơ chảy máu
Trong một báo cáo trường hợp, một bệnh nhân dùng chiết xuất cây cọ đã tăng thời gian chảy máu trong khi phẫu thuật. Thời gian chảy máu trở lại bình thường sau khi ngừng dùng thảo dược. Một thử nghiệm lâm sàng bệnh nhân phẫu thuật tuyến tiền liệt được điều trị trước bằng palmetto trong năm tuần trước khi phẫu thuật, bởi vì có bằng chứng từ các tài liệu trước đó cho thấy điều trị trước đó làm giảm chảy máu phẫu thuật. Thử nghiệm báo cáo không có cải thiện so với giả dược. Là một bác sĩ phẫu thuật quy tắc chung nên yêu cầu bệnh nhân ngừng bổ sung chế độ ăn uống trước khi phẫu thuật theo lịch trình.

## Tương tác
Chiết xuất Saw palmetto có thể làm giảm hiệu quả của các sản phẩm estrogen bằng cách giảm nồng độ estrogen trong cơ thể thông qua các tác dụng chống estrogen của nó. Nó có thể can thiệp vào việc sử dụng thuốc tránh thai có chứa estrogen như một thành phần hoạt động. Kết quả là, nó được khuyến khích rằng một hình thức kiểm soát bổ sung sinh, chẳng hạn như một bao cao su, được sử dụng để ngăn ngừa mang thai ở những bệnh nhân uống ngừa thai thuốc với chiết xuất Saw Palmetto. Ngoài ra, chiết xuất cây cọ cũng có thể can thiệp vào liệu pháp thay thế hormone bằng cách làm giảm hiệu quả của thuốc estrogen. Nên thận trọng khi kết hợp chiết xuất cây cọ với các sản phẩm estrogen.
Khi được sử dụng kết hợp với thuốc chống đông máu hoặc thuốc chống tiểu cầu, chiết xuất cây cọ có thể làm tăng nguy cơ chảy máu bằng cách tăng cường tác dụng chống đông máu hoặc chống tiểu cầu. Một số ví dụ về thuốc chống đông máu và thuốc chống tiểu cầu bao gồm aspirin, clopidogrel, thuốc chống viêm không steroid (NSAID) và warfarin. Do đó, sự kết hợp của chiết xuất cây cọ với thuốc chống đông máu hoặc thuốc chống tiểu cầu nên được sử dụng một cách thận trọng.